# كرايغ هربرت
كرايغ هربرت (بالإنجليزية: Craig Herbert)‏ هو لاعب كرة قدم بريطاني، ولد في 9 نوفمبر 1975 في كوفنتري في المملكة المتحدة. لعب مع شروزبري تاون ونادي سوليهول لكرة القدم ونادي موور غرين لكرة القدم ونادي هايز ووست بروميتش ألبيون.

## وصلات خارجية
- كرايغ هربرت على موقع قاعدة بيانات كرة القدم.إي يو (الإنجليزية)
- كرايغ هربرت على موقع Soccerbase.com (لاعب) (الإنجليزية)